# H 1 (sommergibile Italia)
L'H 1 è stato un sommergibile della Regia Marina.

## Storia
Una volta ultimato, dopo aver attraversato l'Oceano Atlantico, giunse in Italia nel marzo 1917.
Fu dislocato a Brindisi, come caposquadriglia della I «Squadriglia Sommergibili H», per essere impiegato in funzione esplorativa e offensiva nel Basso Adriatico.
Svolse le sue tre prime missioni – due fra Lissa e Punta Planca ed una al largo di Durazzo – nel maggio del 1917.
In una successiva missione al largo di Cattaro, iniziata il 10 giugno 1917 e terminata due giorni dopo, attaccò (al comando del tenente di vascello Ugo Perticoni) la torpediniera austroungarica 74 T e l'indomani un'altra unità simile: in entrambi i casi i siluri, difettosi, non colpirono i bersagli; l’H 1 ritornò poi indenne in porto sfuggendo anche a due attacchi, uno da parte di un aereo e uno da parte di un U-Boot. 
Dato che i tedeschi, a mezzo degli U-Boote, trasportavano armi in Libia per supportare le ribellioni nella colonia, si decise l'invio dell’H 1 in quelle acque.
Il 13 febbraio 1918 il sommergibile, unitamente al gemello H 2 e alla torpediniera Astore, partì da Brindisi, fece tappa a Siracusa e diresse quindi per Malta dove arrivò due giorni dopo.
Il 28 febbraio partì dall'isola diretto nelle acque prospicienti Misurata, ov'era la sua zona d'operazioni; nella serata, tuttavia, il tempo peggiorò e l'ufficiale in seconda, sottotenente di vascello Luigi Donini, fu travolto da un'onda e cadde in mare, annegando. Il sommergibile diresse per Malta, dove giunse il 1º marzo.
Il 16 marzo partì una seconda volta, svolse una missione infruttuosa in acque libiche e fece ritorno alla base; una terza missione di questo tipo iniziò il 31 marzo ma fu anch'essa priva di risultati. Il 15 aprile 1918 l’H 1 tornò a Brindisi.
Nel corso del primo conflitto mondiale il sommergibile svolse in tutto 39 missioni di guerra (26 offensive in Adriatico e 13 difensive nella zona di Brindisi), per un totale di 1109 ore di navigazione in superficie e 846 in immersione.
Dopo la guerra fu trasferito a Taranto.
Nel corso della crisi di Corfù (settembre 1923) stazionò per dieci giorni in quell’isola.
Fu poi trasferito a Messina e (1935) a La Spezia, svolgendo attività di addestramento.
Dopo l'ingresso dell'Italia nella seconda guerra mondiale compì una prima e infruttuosa missione (con il tenente di vascello Alberto Galeazzi come comandante) tra Capo Corso e la Gorgonia, per attaccare unità che da Tolone si fossero dirette verso la Toscana.
Il 19 giugno 1940 iniziò la seconda missione di guerra, nel golfo di Genova; individuò un sommergibile nemico e cercò di attaccarlo, ma questo riuscì ad allontanarsi perché più veloce.
Quando, a fine gennaio 1941, la Forza H britannica partì da Gibilterra diretta verso est, per bombardare Genova, l’H 1 fu inviato in funzione difensiva al largo di La Spezia, ma – causa il maltempo – la formazione inglese rientrò alla base dopo aver attaccato con aerei la diga del Tirso (il bombardamento fu poi effettuato il 9 febbraio 1941).
Nel luglio 1941, durante l'operazione britannica «Style» (consistente nel rifornimento di Malta, ma che i vertici italiani ritennero possibilmente volta ad un altro bombardamento navale di Genova) fu inviato nel golfo di Genova in funzione difensiva, ma come detto la formazione britannica non si fece vedere.
Altra infruttuosa uscita dell’H 1 si ebbe nel settembre 1941, in occasione dell'operazione inglese «Halberd» (anche in questo caso si trattava dell'invio a Malta di un convoglio, ma i comandi italiani pensarono di inviare alcuni sommergibili in Mar Ligure temendo un'altra azione di bombardamento).
Nel corso del 1941 effettuò in tutto 23 missioni (contro mercantili, di ricerca del nemico con gli idrofoni o contro squadre partite da Gibilterra), poi la sua attività bellica andò riducendosi: nel 1942 furono compiute tre sole missioni, e appena due nel 1943, mentre fu sempre più impiegato per l'addestramento degli allievi della Scuola Idrofonisti di La Spezia.
Dal giugno 1940 al settembre 1943 il sommergibile svolse in tutto 31 missioni offensivo-esplorative, 51 addestrative e 7 di trasferimento, navigando in tutto per 7899 miglia nautiche.
All'armistizio era ad Ajaccio al comando del tenente di vascello Augusto Marracini; lasciò il porto corso, si diresse a Portoferraio e da lì a Palermo, ove si consegnò agli Alleati. Nel corso del trasferimento dalla Corsica all'Elba sostenne uno scontro con una silurante tedesca.
Il 19 settembre 1943 ripartì da Palermo (unitamente a cinque altri sommergibili, fra cui i gemelli H 2 e H 4, e a diverse altre unità) portandosi a Malta, che lasciò per tornare in Italia il 13 ottobre, assieme ai due gemelli e a 12 altri sommergibili.
Fu poi nuovamente trasferito a Malta e ivi impiegato in esercitazioni antisommergibile sino al 16 marzo 1944, quando, con il tenente di vascello Antonio Canezza come comandante, ritornò ad Augusta; da lì subì lavori di manutenzione a Taranto, venendo poi usato ancora per addestrare gli equipaggi delle corvette alla lotta antisommergibile.
Dopo un altro lasso di tempo passato a Malta, fece ritorno in Italia (aprile 1945); fu poi convertito in pontone di carica a Napoli.
Disarmato il 31 dicembre 1947 e radiato il 1º febbraio 1948, fu avviato alla demolizione.